# کلاین فیلن
کلاین فیلن (به آلمانی: Klein Vielen) یک شهر در آلمان است که در Mecklenburgische Seenplatte District واقع شده‌است. کلاین فیلن ۷۷۵ نفر جمعیت دارد.